# Joris Pakket Service
Joris Pakket Service was een televisieprogramma van de NCRV en werd gepresenteerd door Joris Linssen.
In dit programma bezorgde Linssen pakketten. Tijdens de aflevering krijgt hij een gesprek met de persoon bij wie hij het pakje aflevert. Dit kan soms uitlopen tot een emotioneel, gezellig of ontroerend gesprek. Iedere klant stuurt hem weer door naar een ander, iemand die veel voor hen betekent of iemand met een opvallende levensstijl. Zo ontstaat er een ketting van verschillende mensen.